# João Guilherme Greenhalgh

Escudo naval que desde 1941 a Marinha do Brasil confere a belonaves com o nome de Greenhalgh em que a heráldica representa o militar defendendo a então bandeira do Brasil ante o ataque de forças inimigas.

João Guilherme Greenhalgh (Rio de Janeiro, 26 de junho de 1845 – Arroio Riachuelo, 11 de junho de 1865) foi um militar brasileiro da Marinha Imperial. Destacou-se como herói durante a Guerra da Tríplice Aliança.

## Biografia

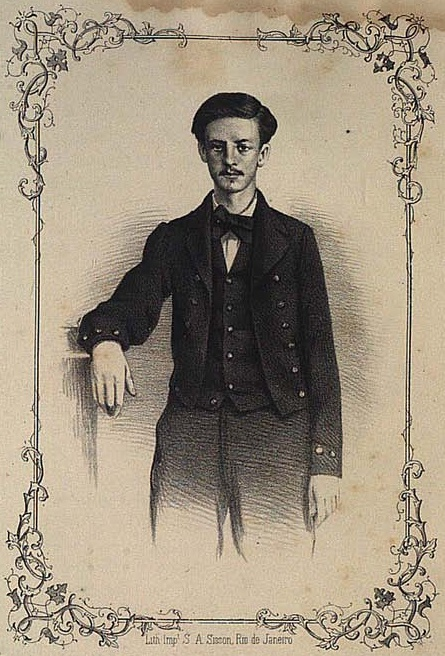
João Guilherme Greenhalgh (S. A. Sisson).

De ascendência inglesa e luso-brasileira, era filho de Guilherme Greenhalgh e de sua esposa, Eugênia Vidal. Matriculou-se na Escola Naval em fevereiro de 1862. Nos exames prestados, obteve o quarto lugar numa turma de trinta e um aprovados. Dessa turma, nove foram indicados para o acesso a Guarda-Marinha. De acordo com o Conselho de Instrução, Greenhalgh foi classificado em primeiro lugar, como Chefe de Classe, pois obtivera a "maior soma de melhores notas de aprovação nas matérias do terceiro ano e exibe melhor comportamento e respeito dos outros".
Nomeado Guarda-Marinha em 1864, foi designado para embarcar na Corveta Imperial Marinheiro, passando a seguir para a Fragata Constituição.
Em princípios de 1865, passou para a Corveta Parnahyba, então sob o comando de Aurélio Garcindo de Sá, a fim de adquirir a necessária prática de serviço em operações de guerra.
A 30 de abril, a Parnahyba zarpou de Buenos Aires, juntamente com a Canhoneira Ivaí e a Fragata a vapor Amazonas, esta com a insígnia do Chefe de divisão, Francisco Manuel Barroso da Silva.
A 11 de junho de 1865 participou na Batalha Naval do Riachuelo, em que veio a tombar em defesa do pavilhão brasileiro, juntamente com o Imperial-Marinheiro Marcílio Dias, os oficiais do Exército capitão Pedro Afonso Ferreira e o Tenente Inácio de Andrade Maia.

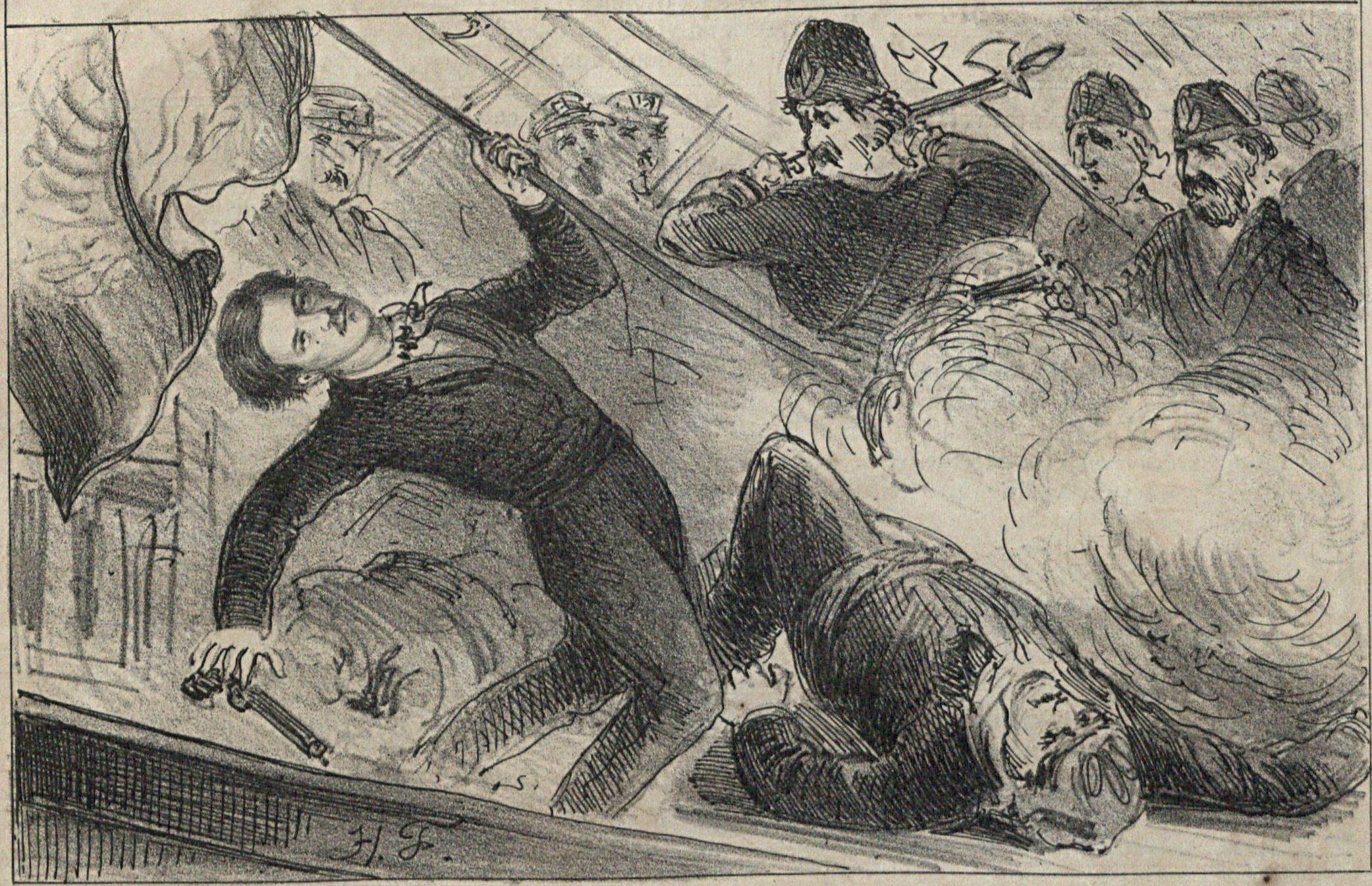
Morte do Guarda-Marinha Greenhalgh em defesa do pavilhão brasileiro durante a Batalha do Riachuelo.

Para homenagear a sua memória, ainda no ano de 1865, o governo imperial deu o seu nome a uma canhoneira, que veio a prestar destacados serviços nesse mesmo conflito. Posteriormente, outras embarcações da Armada Brasileira perpetuaram-lhe o nome.
- um pequeno vapor de casco de madeira, transformado em torpedeira;
- um contratorpedeiro, líder de flotilha, construído no Arsenal de Marinha do Rio de Janeiro;
- a atual Fragata Greenhalgh (F-46);
- a turma de 1982 da EFORM - Escola de Formação de Oficiais da Reserva da Marinha colocou seu nome em homenagem; e
- a Turma de 2000 da EN (Escola Naval) colocou seu nome em homenagem.
- O CN (Colégio Naval) colocou seu nome em sua sociedade acadêmica em sua homenagem, SAG (Sociedade Acadêmica Greenhalgh).